# Thoma Darmo
Mar Thoma Darmo (ur. 21 września 1904, zm. 7 września 1969 w Bagdadzie) – pierwszy patriarcha-katolikos Starożytnego Kościoła Wschodu.
Mansour Darmo urodził się 21 września 1904 roku. Święcenia kapłańskie otrzymał w 1921 roku. W 1952 roku otrzymał sakrę biskupią i został mianowany metropolitą Indii Asyryjskiego Kościoła Wschodu. W Kościele doszło do sprzeciwu wobec dziedziczenia godności patriarchy w Kościele, reformom kalendarza liturgicznego i siedziby patriarchatu na emigracji w USA. Thoma Darmo stanął na czele opozycji wewnątrzkościelnej, za co w 1964 roku został suspendowany przez patriarchę. W 1968 roku, wobec wyświęcenia przez metropolitę trzech biskupów w Bagdadzie, doszło do schizmy i powołania Starożytnego Kościoła Wschodu, którego został pierwszym zwierzchnikiem, z siedzibą w Bagdadzie. Zmarł 7 września 1969 roku.
Jego następcą został wyświęcony przez niego na prezbitera i biskupa Mar Addai II Giwargis.